# بستر آزمون
بستر آزمون یا تست‌بد (به انگلیسی: testbed) که در زبان فرانسه معادل آن Banc d'essai (به معنای سکوی آزمایش، مبنای آزمایش) می‌باشد، بستری برای تست و توسعه پروژه‌های بسیار بزرگ است. از تست‌بد برای آزمایش تئوری‌های علمی و ابزار ارتباطی و تکنولوژی‌های جدید استفاده می‌شود. هدف از این سیستم تست، آزمایش تکنولوژی در محیطی خارج از محیط عملیاتی است تا از خسارات احتمالی جلوگیری شود. تست‌بد معمولی از قطعات سخت‌افزاری، نرم‌افزاری و تجهیزات ارتباطی تشکیل شده‌است.